# 異界の軍師の救国奇譚
『異界の軍師の救国奇譚』（いかいのぐんしのフェアリーテイル）は、語部マサユキによる日本のライトノベル。イラストは明星かがよが担当。第19回スニーカー大賞特別賞受賞作（受賞時のタイトルは『君とリンゴの木の下で』）。角川スニーカー文庫（KADOKAWA）より2014年8月から2015年3月まで刊行された。

## あらすじ
女子からモテるために自分に出来る限りの素養を身につけたものの、いつも恋慕ではなく技術に縋られるポジションになってしまう大地耕。ある日異世界に飛ばされるが、帰り方がわからないのでひとまず庭師として王宮に置いて貰うことになった。魔力がなくとも持ち前の生活スキルを役に立ててゆったり過ごす耕に、彼を胃世界に呼び出した女神が現れ、理由をキレつつ伝える。それはティアの未来の滅亡を回避するためだった。現代日本の知識とオカンと呼ばれるほどの腕前の能力で火種を事前に回避し、役立たずと呼ばれていたティアの特殊な魔法を活かして、彼女の汚名を返上する。

## 登場人物
大地耕（ダイチ・コウ）
女子にモテようとして様々なスキルの習得に励んだ結果、器用貧乏に陥って便利に頼られるだけの存在となってしまった少年。
ある日突然異世界に転生したが、身につけたスキルのおかげで王宮庭師として働きはじめる。魔力が全く無いため魔法は使えない。
ティア・E・カルヴァドス / ティア
正式な名はティアリス。エルモント王国第三王女。魔力がとても少ないために国内外共に「役立たず」という認識を持たれている。
自分よりも「役立たず」の耕に興味を持ち、メイドに変装して耕に近づくが、その過程で魔法力がなくてもできることに気付かされる。
キリカ・F・ライラック
ティアの護衛師を務める槍使い。平民の出だが、城を抜け出したティアと遊んでいた幼なじみ。
アリーシャ・エモニエ
隣国の唯一の王位継承者。ティアや耕たちを敵視していたが、根はいい人でティアが困っている時に手を貸してくれた。
ルーチェ
異世界の女神。未来を回避するため耕を異世界へと召喚した張本人。見た目は幼女。

## 既刊一覧
| 巻数 | タイトル               | 初版発行日（発売日）  | ISBN              |
| ---- | ---------------------- | --------------------- | ----------------- |
| 1    | 異界の軍師の救国奇譚   | 2014年8月1日（同日）  | 978-4-04-102084-5 |
| 2    | 異界の軍師の救国奇譚 2 | 2014年12月1日（同日） | 978-4-04-102085-2 |
| 3    | 異界の軍師の救国奇譚 3 | 2015年4月1日（同日）  | 978-4-04-102893-3 |